# Murina hkakaboraziensis
Murina hkakaboraziensis — це вид кажанів-весперів родини Vespertilionidae. Він зустрічається лише в М'янмі. Кажан отримав своє прізвисько завдяки колючому світлому хутру, яке нагадувало людям Ленса Басса, учасника бойз-бенду ’N Sync.

## Опис
Довжина голови й тулуба 35,5 мм, довжина передпліччя 29,6 мм, довжина хвоста 30,1 мм, довжина лапки 8,6 мм, довжина вух 17 мм та вага до 3,4 г. Спинна частина оранжево-коричнева з сірувато-коричневою основою, вкрита довгим золотистим волоссям, густішим на голові, тоді як вентральна частина темно-сіра з кінчиками окремих волосків сірувато-білого кольору. Морда та лоб вкриті коротким темно-коричневим волоссям. Вуха круглі, без заглиблень на задньому краї. Козелок відносно короткий, менше половини довжини вушної раковини. Перетинки крила прикріплені ззаду до основи кігтя великого пальця стопи, стопа відносно велика. Він випромінює ультразвук у вигляді коротких імпульсів з високим шпаруватістю, з максимальною частотою 164–169 кГц та кінцевою частотою 62–70 кГц.

## Середовище
Він мешкає в перехідних зонах між низинними напіввічнозеленими лісами та луками, що піддаються щорічним пожежам.

## Поведінка
Харчується комахами.